# Encyrtus noyesi
Encyrtus noyesi är en stekelart som beskrevs av Sudhir Singh 1997. Encyrtus noyesi ingår i släktet Encyrtus och familjen sköldlussteklar. Inga underarter finns listade i Catalogue of Life.